# Kamo (revolucionário)
Simon Arshaki Ter-Petrosian (em russo:  Симон "Камо" Аршакович Тер-Петросян; 27 de maio de 1882 – 14 de julho de 1922), mais conhecido por seu nome de guerra Kamo, foi um revolucionário Velho Bolchevista e um dos primeiros companheiros do líder soviético Josef Stalin.
De 1903 a 1912, Kamo, um mestre do disfarce, realizou várias operações militantes em favor da facção bolchevique do Partido Operário Social-Democrata Russo, principalmente na Geórgia, então parte do Império Russo. É mais conhecido por seu papel central no assalto ao banco de Tíflis em 1907, organizado pelos líderes bolcheviques para arrecadar fundos para as atividades do partido. Por suas atividades militantes, foi preso em Berlim naquele ano, mas simulou insanidade nas prisões alemã e posterior russa, eventualmente escapando do cárcere e fugindo do país. Foi recapturado em 1912 após outra tentativa de assalto à mão armada e condenado à morte. A sentença de morte foi comutada para prisão perpétua como parte das comemorações do Tricentenário dos Romanov.
Foi liberto após a Revolução Russa de fevereiro de 1917. Ele morreu em 1922 depois de ser atropelado por um caminhão enquanto andava de bicicleta em Tíflis. Foi enterrado e teve um monumento erguido em sua homenagem nos Jardins Pushkin, perto da Praça Erevan, mas esse monumento foi removido mais tarde durante o governo de Stalin, e seus restos mortais foram transferidos para um local desconhecido.
O nome "Kamo" originou-se da falta de fluência de Ter Petrosian no idioma russo. Durante as aulas escolares, quando criança, tentou perguntar ao professor "para quê?" (Chemu?, "Чему?"), mas perguntou "a quem?" (Kamo?, "Камо?") Esse erro entreteve tanto seus amigos que ficou conhecido como Kamo (em russo:  Камо) pelo resto da vida.

## Início de vida (1882–1902)
Simon Ter-Petrosian nasceu em Gori, na província de Tíflis, filho de pai armênio e mãe georgiana. Seu pai era um empreiteiro rico.
Quando criança, gostava de brigar com os colegas e voltava para casa espancado. Quando tinha 7 anos, seus pais contrataram um tutor pessoal que tentou ensiná-lo a ler e escrever russo. Em 1892, quando tinha 10 anos, testemunhou uma execução pública de duas pessoas na cidade, condenadas ao enforcamento pelo nobre georgiano local. Stepán Shaumián, que mais tarde também se tornou um notável bolchevique, também assistiu a cena.
Seu avô, um padre, queria mandá-lo para o Seminário Teológico de Tíflis, mas sua mãe achava que era jovem demais para ir para a escola. Como resultado, ficou em casa e foi matriculado em 1895 numa escola local, onde permaneceu por três anos até ser expulso. Ter-Petrosian depois contou suas experiências na escola local:
Durante os três anos que passei na escola, não só não aprendi nada, como também esqueci o que havia aprendido anteriormente. Eu esqueci completamente como falar russo e era um aluno terrível. No meu tempo livre, ia pescar ou roubar frutas. Em algumas ocasiões, quase fui pego. Mas quando cheguei ao ensino médio, gostava de geografia e história. Eu adorava ler sobre guerras e heróis. Era profundamente religioso e cantei no coral da igreja.
Depois de expulso, foi enviado a Tíflis para entrar no seminário como seu avô desejara. Na cidade, conheceu Josef Stalin (nome real, Ioseb Besarionis dzе Jughashvili), cuja mãe, Ketevan, era amiga do pai de Kamo. Stalin era aluno no seminário e ajudou Ter-Petrosian a se preparar para ingressar. Stalin foi expulso do seminário em 1899; Kamo, em 1901. Ele voltou a Stalin, que tentou ensinar-lhe marxismo e melhorar o russo, mas desistiu em desespero. Queria ser oficial do exército, mas seu pai acabara de falir, perdendo todo o controle sobre seu filho.

## Ativismo revolucionário
Em 1902, ingressou em uma organização social-democrata secreta em Tíflis. Recebeu as tarefas de distribuir panfletos, organizar reuniões, reunir publicações proibidas e mover impressoras ilegais. Após o levante de Batumi, foi preso junto com Stalin.
Em fevereiro de 1903, a organização pediu a Kamo, juntamente com outros revolucionários, que distribuísse panfletos em um teatro local. Embora seus colegas não tenham aparecido para distribuí-los, foi ao teatro sozinho e atirou 500 panfletos para fora da varanda do teatro escuro antes que a cortina subisse. Então deixou o local antes que a polícia chegasse. Kamo então assistiu do outro lado da rua enquanto a polícia procurava todos que saíam do teatro e prendia suspeitos. Por causa de sua ousadia durante este episódio, a organização revolucionária confiou a ele tarefas mais perigosas.
Em dezembro, um gendarme o abordou, revistou sua bolsa e encontrou literatura revolucionária ilegal. Kamo foi preso e encarcerado. Nos primeiros quatro meses de prisão, foi colocado em confinamento solitário e depois transferido para a população carcerária em geral. Depois de ser transferido, pegou malária e, como parte de sua terapia, foi autorizado a andar no pátio da prisão durante a manhã. Um dia, enquanto caminhava pelo pátio, notou que seu guarda não estava olhando e escalou o muro da prisão nas proximidades. Depois de escapar da prisão, rapidamente chamou uma carruagem que passava e conseguiu encontrar-se com outros revolucionários. Kamo descreveu essa experiência mais tarde:
Jamais esquecerei a sensação de liberdade que experimentei depois de escalar aquele muro. O sol brilhava, as ondas brilhavam, eu finalmente tive liberdade. Eu queria correr. Nunca experimentei tanta alegria.
Durante a Revolução de 1905, nunca escreveu nada. Em vez disso, treinou novos revolucionários. Afirmou que os melhores lugares para se esconder do Okhrana eram bordéis. Teve casos com sua proprietária, uma enfermeira judia e outras mulheres apenas para conseguir dinheiro para sobreviver. Tornou-se amigo do bolchevique georgiano Sergo Ordjonikidze, implorando que ele "se tornasse meu assistente". No final do ano, atirou fatalmente em um armênio três vezes por roubar dinheiro que ele deveria guardar.
Após a Revolução de 1905, o governo russo exigiu que todos os grupos radicais se desarmassem. O Partido Operário Social-Democrata Russo (POSDR) foi dividido entre mencheviques mais moderados que favoreciam o desarmamento, e os radicais bolcheviques que mantinham suas armas. As forças de segurança do Estado passaram a confiscar as armas bolcheviques e suprimir o grupo. Kamo liderou a defesa da fortaleza bolchevique em Tíflis contra a polícia e o exército, comandada pelo general Fyodor Gryazonov. Em 31 de janeiro de 1906, as forças estaduais esmagaram os rebeldes no distrito operário da cidade. Kamo foi quase morto no tiroteio e foi capturado. Foi torturado pelos cossacos, que quase cortaram seu nariz, mas não disse nada. Stalin disse: "Ele podia suportar qualquer dor, uma pessoa surpreendente." Logo escapou da prisão pela segunda vez "trocando documentos de identidade com um camponês ignorante". Após sua fuga, foi à fábrica de bombas de Leonid Krasin, um colega revolucionário bolchevique. Em 28 de julho, esteve presente na recepção de casamento de Stalin com Ekaterina Svanidze.

### Expropriações
Para financiar atividades revolucionárias, o líder bolchevique Vladimir Lenin endossou o uso de "expropriações", um eufemismo para assalto à mão armada de bancos estatais. Lenin instruiu Stalin a criar um grupo de expropriadores que não seriam diretamente afiliados aos bolcheviques. Disse para "colocar à frente do grupo um indivíduo que morreria ao invés de revelar o plano caso fosse preso". Stalin nomeou Kamo.
Seu grupo consistia em aproximadamente 10 pessoas. Para o grupo de "expropriadores", recrutou jovens georgianas que usavam sua aparência para obter informações sobre a transferência de fundos do Banco Estadual.
No outono de 1906, Maxim Litvinov foi enviado ao Cáucaso por Krasin para trabalhar com Kamo na obtenção de mais fundos para a causa revolucionária. Litvinov e Kamo trabalharam para obter munição em Varna, Bulgária, que seria contrabandeada para o Cáucaso. A munição foi carregada num pequeno iate chamado Zara. Kamo deveria navegar de volta para a Rússia com outros cinco marinheiros. Atuou como cozinheiro da embarcação. Montou uma bomba para destruir o Zara, com o detonador em sua cabine, para garantir que o iate nunca fosse capturado pela polícia russa.
A embarcação entrou numa tempestade quando estava saindo de Varna. A água vazou para o casco e inundou os motores. Com a embarcação desativada, tentou detonar a bomba, mas não explodiu. Em vez disso, o iate estava preso, sem meios de pedir ajuda. Depois de vinte horas, com a tripulação semi-congelada e semi-morta, foram encontrados por um barco de pesca. Logo depois que eles saíram, o Zara virou. A tripulação voltou para a Rússia separadamente, embora a maioria tenha sido presa (mas não Kamo).

## Assalto ao banco de Tíflis
Em abril de 1907, bolcheviques de alto escalão decidiram que Stalin e Kamo deveriam organizar um roubo em Tíflis para obter fundos para a compra de armas. Por meio de suas conexões, Stalin conseguiu descobrir por um velho amigo que haveria uma grande remessa de dinheiro em uma carruagem puxada por cavalos para o Banco de Tíflis em 26 de junho.

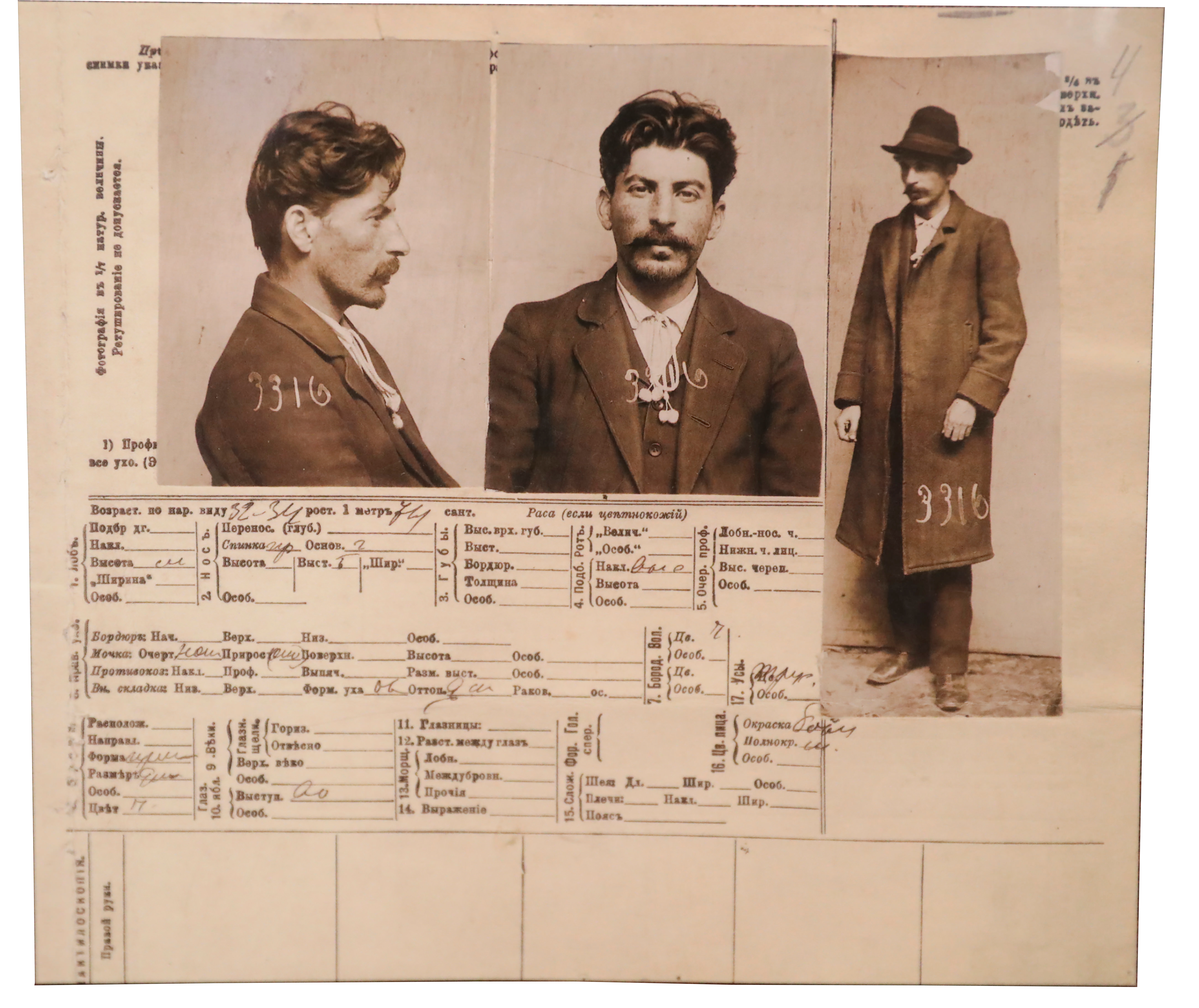
Cartão de informação sobre "I. V. Stalin", dos arquivos da polícia secreta czarista em São Petersburgo, 1911

Em preparação para o roubo, a gangue de Kamo contrabandeou bombas para Tíflis, escondendo-as dentro de um sofá. Poucas semanas antes do assalto, acidentalmente detonou uma das bombas de Krasin ao tentar acionar o fusível. A explosão da bomba feriu gravemente seu olho, deixando uma cicatriz permanente. Ficou confinado ao leito por um mês devido a dores intensas e não havia se recuperado totalmente na hora do roubo.
No dia do roubo, todos os ladrões tomaram seus lugares na Praça Erevan vestidos de camponeses e esperaram nas esquinas com revólveres e granadas. Em contraste com os outros ladrões, Kamo estava disfarçado de capitão de cavalaria e chegou à praça em um fáeton puxado por cavalos, uma espécie de carruagem aberta.
A diligência do banco abriu caminho pela praça lotada por volta das 10h30. Quando a diligência chegou perto o suficiente, um dos ladrões deu um sinal para atacar. Assim que o sinal foi dado, os ladrões puxaram os fusíveis das granadas e as jogaram na carruagem. As explosões resultantes mataram cavalos e guardas. Os ladrões então começaram a atirar nos vários seguranças que guardavam a diligência, bem como nos que protegiam a praça.
Embora as explosões tivessem matado muitos dos guardas e cavalos, um dos cavalos atrelados à diligência estava ferido, mas ainda vivo. O animal sangrando saiu correndo da cena puxando a diligência com ele. Dois dos ladrões e Kamo perseguiram a diligência carregada de dinheiro em fuga. Um dos ladrões jogou outra granada na diligência em fuga, matando o cavalo e parando o veículo. Depois que a diligência foi parada, Kamo correu para a carruagem em seu fáeton, disparando uma pistola enquanto dirigia. Assim que chegou à diligência, outros ladrões que haviam chegado à carruagem ajudaram a jogar o dinheiro em seu veículo.

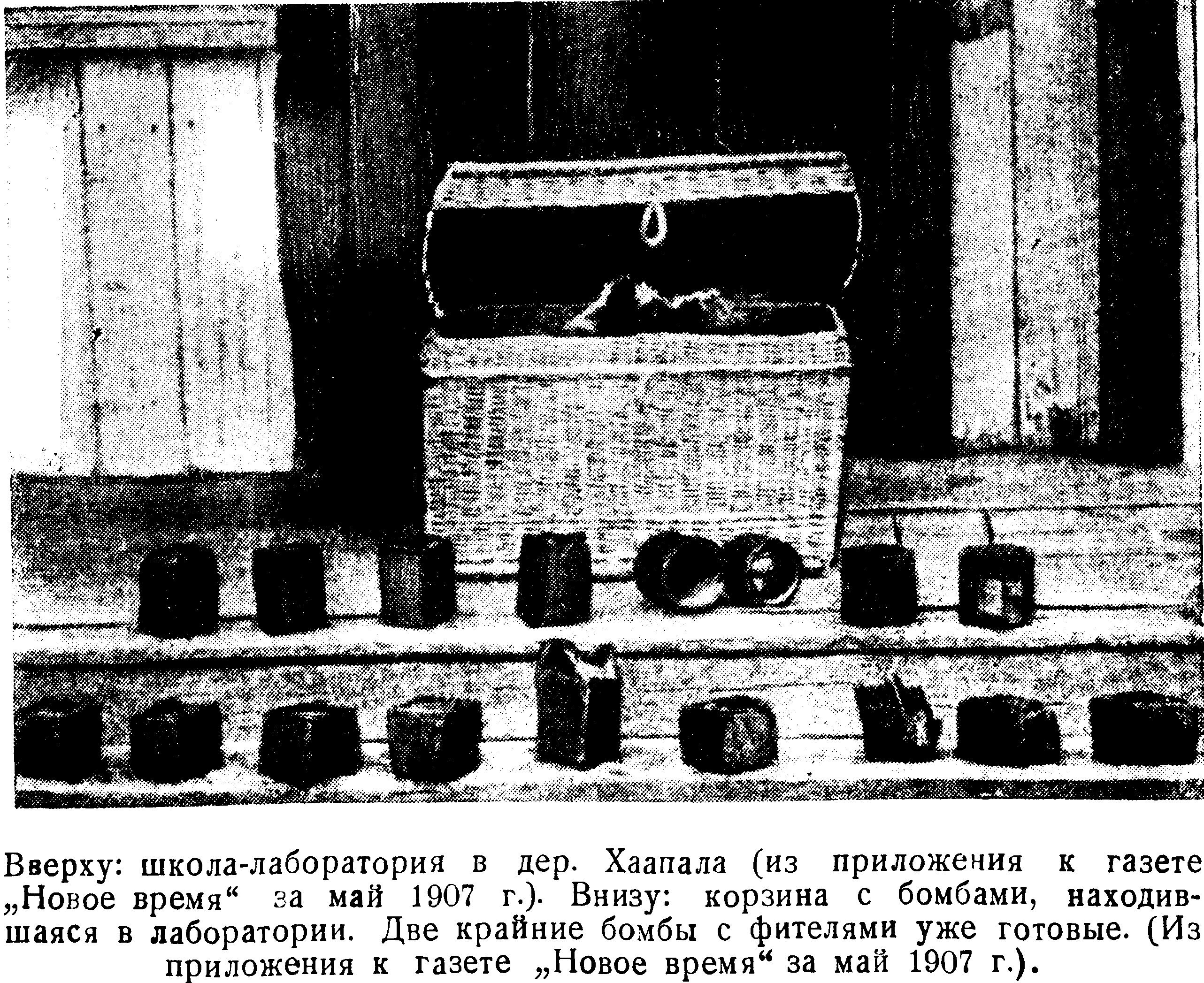
Bombas encontradas em 1907 em um laboratório de explosivos bolchevique na Finlândia

Depois de conseguir o dinheiro, saiu rapidamente da praça e encontrou uma carruagem de polícia conduzida pelo subchefe de polícia. Em vez de se virar, Kamo fingiu fazer parte das forças de segurança e gritou para o subchefe que "o dinheiro está seguro. Corra para a praça". A autoridade obedeceu ao aparente capitão da cavalaria e só muito mais tarde percebeu que havia sido enganado por um ladrão em fuga.
Kamo então cavalgou até o quartel-general da gangue, onde trocou o uniforme. Todos os ladrões se espalharam rapidamente e nenhum foi pego em flagrante pelas autoridades. Cinquenta pessoas ficaram feridas na praça junto com os humanos e cavalos mortos. As autoridades afirmaram que apenas três pessoas morreram, mas documentos nos arquivos da Okhrana revelam que o número verdadeiro era cerca de quarenta.
O Banco Estatal não tinha certeza de quanto realmente perdeu com o assalto, mas as melhores estimativas são de que cerca de 341 000 rublos foram roubados, aproximadamente 3,4 milhões de dólares americanos de 2008. Dos 341 000 em rublos tomados, cerca de 91 000 eram em notas pequenas não rastreáveis, mas cerca de 250 000 em notas grandes de 500 rublos com números de série conhecidos pela polícia. Isso os tornava muito difíceis de trocar sem serem detectados.
Uma grande parte do dinheiro roubado acabou sendo transferida por Kamo, que levou o dinheiro para Lenin na Finlândia, que então fazia parte do Império Russo. Ele então passou os meses restantes de verão com Lenin em sua dacha. Naquele outono, deixou a Finlândia para comprar armas para atividades futuras; ele viajou para Paris, depois para a Bélgica para comprar armas e munições, depois para a Bulgária para comprar 200 detonadores.